# Christian Ziege
Christian Ziege (Berlín, 1 de febrero de 1972) es un exfutbolista, entrenador y director deportivo alemán que jugaba en la posición de interior o lateral izquierdo. Actualmente se encuentra sin club tras ocupar el cargo de director deportivo en el FC Pinzgau Saalfelden de la Austrian Regional League.

## Trayectoria

### Como jugador
Como jugador juvenil, jugó para el FC 08 Sudstern Berlín; el TSV Rudow Berlín y luego para el Hertha 03 Zehlendorf.
En 1990 comenzó su trayectoria en clubes profesionales jugando en el Bayern Múnich, hasta el año 1997 cuando pasó al A.C. Milan. Con el Bayern jugó 185 partidos y metió 35 goles. Jugó en el A.C. Milan hasta 1999 cuando pasó a jugar en el Middlesbrough de Inglaterra.
En el verano del año 2000 el Liverpool F.C. realizó una oferta de exactamente 5.5 millones de libras esterlinas que era exactamente el monto de una cláusula de escape del contrato de Ziege. Middlesbrough insistió en que habían recibido ofertas por más de 8 millones de libras esterlinas por Ziege, pero contractualmente estaban obligados a permitir que Ziege entablara conversaciones con el Liverpool, que finalmente se lo llevaría. Una serie de lesiones en la rodilla y la excelente actuación de Jamie Carragher, decidieron al Liverpool a transferirlo al Tottenham Hotspur luego de un año y participar en 32 partidos.
El 14 de marzo, del 2002, el Liverpool fue multado en 20,000 libras esterlinas por la The Football Association por realizar una negociación ilegal por Ziege, mientras que el jugador fue multado con 10 000 libras. Sin embargo, las lesiones de Ziege iban en aumento, y hacia el  2004 su contrato fue terminado de mutuo acuerdo para que pudiera regresar a Alemania al Borussia Mönchengladbach donde jugó hasta octubre de 2005 donde decide retirarse por haber estado desde diciembre previo sin poder jugar por lesiones en la rodilla izquierda. Es el único jugador que ha jugado los derbies de Milan, Múnich, Merseyside, Tyne Tees, y el norte de Londres.

### Como entrenador
Luego de su retiro como jugador a causa de una lesión en octubre de 2005, Ziege realizó estudios de Director Técnico de fútbol, obteniendo su diploma de la UEFA. En el 2006 comenzó como entrenador con su último club profesional, el Borussia Mönchengladbach, donde fue nombrado entrenador en jefe del equipo sub-17, en reemplazo de Thomas Schumacher.
En julio del 2006 el equipo sub-17 había ganado 10 de 17 partidos con Ziege a cargo cuando, en marzo de 2007, se lo designó Director de Fútbol del club, en reemplazo de Peter Pander. En el momento de su nombramiento, a 10 partidos faltando para finalizar la temporada, Mönchengladbach se encontraban en la parte inferior de la Bundesliga, con cinco puntos entre ellos y la seguridad.
En mayo de 2010 firma como entrenador del Arminia Bielefeld. Desde el 30 de noviembre de 2015 se hizo cargo del CD Atlético Baleares de la Segunda División B, Grupo 3, de la Liga española. Entrenó al club de la Segunda División B española hasta la temporada 16/17, siendo destituido el 15 de marzo de 2017 tras un muy pobre bagaje que deja el equipo a 10 puntos de "play-off" a falta de 9 jornadas para terminar la temporada.

## Selección nacional
Jugó en 72 oportunidades con la selección alemana, convirtiendo 9 goles. Con la selección alemana ganó la Eurocopa 1996, jugó las copas del mundo de Francia 1998 y Corea-Japón 2002, así como la Eurocopa 2000 y la Eurocopa 2004 (donde no pudo jugar por una lesión).

### Participaciones en Copas del Mundo
| Mundial                        | Sede                  | Resultado        |
| ------------------------------ | --------------------- | ---------------- |
| Copa Mundial de Fútbol de 1998 | Francia               | Cuartos de final |
| Copa Mundial de Fútbol de 2002 | Corea del Sur y Japón | Subcampeón       |

### Participaciones en Eurocopa
| Torneo        | Sede                   | Resultado    |
| ------------- | ---------------------- | ------------ |
| Eurocopa 1996 | Inglaterra             | Campeón      |
| Eurocopa 2000 | Bélgica y Países Bajos | Primera fase |
| Eurocopa 2004 | Portugal               | Primera fase |

## Clubes
| Club                     | País       | Año       |
| ------------------------ | ---------- | --------- |
| Bayern Múnich            | Alemania   | 1990-1997 |
| A.C. Milan               | Italia     | 1997-1999 |
| Middlesbrough F. C.      | Inglaterra | 1999-2000 |
| Liverpool F.C.           | Inglaterra | 2000-2001 |
| Tottenham Hotspur        | Inglaterra | 2001-2004 |
| Borussia Mönchengladbach | Alemania   | 2004-2005 |

## Palmarés

### Campeonatos nacionales
| Título           | Club          | País       | Año  |
| ---------------- | ------------- | ---------- | ---- |
| 1. Bundesliga    | Bayern Múnich | Alemania   | 1994 |
| 1. Bundesliga    | Bayern Múnich | Alemania   | 1997 |
| Copa de Alemania | Bayern Múnich | Alemania   | 1998 |
| Serie A          | Milan         | Italia     | 1999 |
| Copa de la Liga  | Liverpool     | Inglaterra | 2001 |
| FA Cup           | Liverpool     | Inglaterra | 2001 |

### Campeonatos internacionales
| Título          | Equipo (*)        | Sede       | Año  |
| --------------- | ----------------- | ---------- | ---- |
| Copa de la UEFA | Bayern Múnich     | Francia    | 1996 |
| Eurocopa        | Selección alemana | Inglaterra | 1996 |
| Copa de la UEFA | Liverpool         | Alemania   | 2001 |